# Bruno Gouery
Bruno Gouery (11 juli 1975) is een Frans acteur.

## Biografie
Gouery speelde in meerdere Franse films mee maar is het meest gekend van zijn rol als Luc in de serie Emily in Paris. Daarnaast had hij nog rollen in Doc Martin, The White Lotus en Alphonse Président. 